# Macmillan English Dictionary for Advanced Learners
O Macmillan English Dictionary for Advanced Learners, também conhecido como MEDAL, foi publicado pela primeira vez em 2002 pela Macmillan Education. O MEDAL é um dicionário avançado para alunos e compartilha a maioria dos recursos desse tipo de dicionário: fornece definições em linguagem simples, usando um vocabulário definido; a maioria das palavras possui frases de exemplo para ilustrar como elas são normalmente usadas; e são fornecidas informações sobre como as palavras se combinam gramaticalmente ou em colocações. A MEDAL também introduziu uma série de inovações. Estes incluem:
- 'caixas de colocação', fornecendo listas de colocações de alta frequência, identificadas usando o software Sketch Engine[3]
- informações de frequência de palavras, com as 7500 palavras em inglês mais frequentes mostradas em vermelho e categorizadas em três faixas de frequência, com base na idéia, derivada da Lei de Zipf, de que um número relativamente pequeno de palavras de alta frequência representa uma alta porcentagem da maioria dos textos[4]
- 'caixas de metáfora', mostrando como o vocabulário usado para expressar conceitos comuns (como 'raiva') tende a refletir uma estrutura metafórica comum. Isso se baseia nas idéias de metáfora conceitual de George Lakoff[5]
- uma seção de 50 páginas que fornece orientação sobre como escrever inglês acadêmico, com base em uma colaboração com o Center for English Corpus Linguistics em Louvain, Bélgica e usando os dados do aluno do Centro[6]

O Dicionário de Inglês Macmillan também existe como um dicionário eletrônico, disponível gratuitamente na Web. Como a maioria dos dicionários on-line, beneficia-se de poder atualizar o conteúdo regularmente com novas palavras e significados. Além do dicionário, a versão online possui uma função de dicionário de sinônimos que permite aos usuários encontrar sinônimos para qualquer palavra, frase ou significado. Há também um blog (o Blog do Dicionário Macmillan) com postagens diárias sobre problemas de idioma, especialmente sobre inglês global e mudança de idioma. Um "Dicionário Aberto" permite que os usuários forneçam suas próprias entradas de dicionário para novas palavras que eles encontraram. A edição online foi reconhecida como um bom exemplo desse gênero emergente de publicação de referência.

## Edições
- Primeira edição publicada em 2002 (ISBN 978-0-3339-6672-3)
- Segunda edição publicada em 2007 (ISBN 978-1-4050-2526-3)